# ジアゾナフトキノン
ジアゾナフトキノン（diazonaphthoquinone, DNQ）はナフトキノンのジアゾ誘導体である。
光に曝されると、ウルフ転位によりケテンを形成する。この化学反応は、半導体工業において様々なジアゾナフトキノン誘導体で利用されている。

## 用途
ジアゾナフトキノンスルホン酸エステルは半導体製造のためのフォトレジスト材料の構成要素としてg線やi線等の水銀ランプによる露光で一般的に使用されて
いる。この応用では、DNQ類はフェノールポリマーの一種であるノボラック樹脂と混合される。DNQは溶解阻害剤として機能する。マスキング/パターニング過程では、フォトレジストフィルムの一部が光に曝される。レジストフィルムの露光されなかった部分ではDNQは溶解阻害剤として作用し、レジストは不溶性を保つ。露光された部分では、DNQはケテンを形成する、つまり周囲の水と反応して塩基に可溶なカルボン酸を形成する。